# Integrated Truss Structure

Moduly Mezinárodní vesmírné stanice k červenec 2021

Integrated Truss Structure je téměř 100 m dlouhý nosník, který tvoří strukturální páteř Mezinárodní vesmírné stanice. Jsou k němu připevněny celkem čtyři páry solárních panelů o celkovém výkonu 110 kW, radiátory termoregulačního systému, nepřetlakové plošiny pro experimenty a další zařízení.
V počátečních plánech pro stanici Freedom bylo použito mnoho různých návrhů pro hlavní nosník, všechny však byly zamýšleny jako samostatně vynášené díly, na které by astronauti namontovali zařízení až při výstupech do vesmíru. Po přehodnocení návrhů v roce 1991 NASA zvolila kratší prefabrikované kusy, jejichž instalace je jednodušší.

## Části nosníku

### Z1

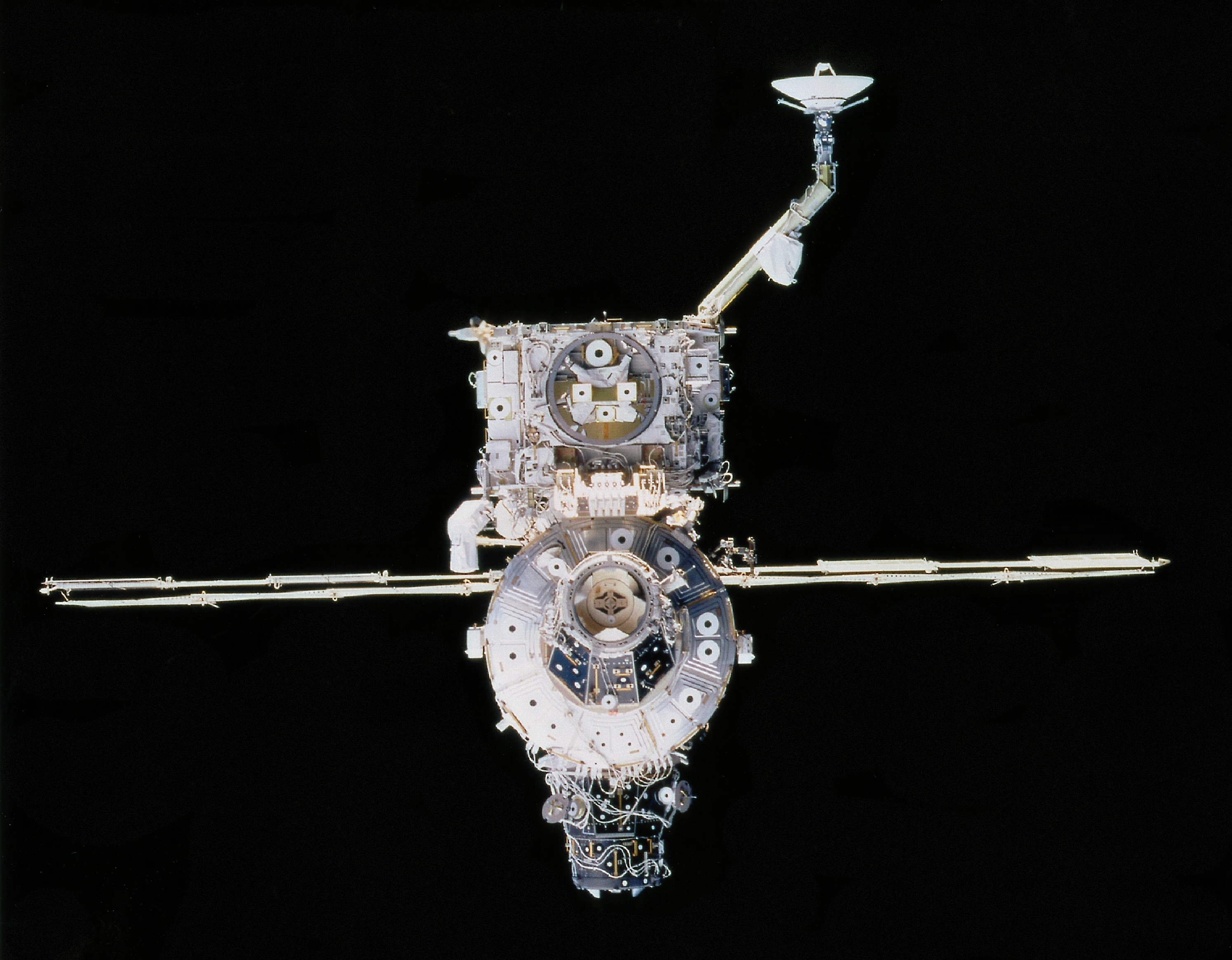
Nosník Z1 (nahoře) a modul Unity (dole) při misi STS-92 v říjnu 2000

První část nosníku Z1 byla vynesena při misi STS-92 v říjnu 2000. Používala se jako dočasná ukotvovací pozice pro nosník P6 a solární panely, které byly připojeny při následující misi STS-97. Přestože část Z1 není součástí hlavního nosníku, stala se první trvalou konstrukční částí ISS. Velmi podobná trámu byla dobrým základem pro budoucí rozšíření o hlavní nosník a kostru stanice. Obsahuje agregát silového gyroskopu (control moment gyroscope - CMG), elektrické vedení, komunikační zařízení a dva plazmové kontaktory navržené na neutralizaci statické elektrické energie stanice. Nosník Z1 je nepřetlakový, ale obsahuje dvě přípojná místa spojovacího uzlu CBM (Common Berthing Mechanism) pro lehká připojení a datovou komunikaci. Na jedno místo je připojen modul Unity, na druhé byl dočasně připojen PMA-3. V říjnu 2007 byla část P6 přesunuta na svou konečnou pozici hned za P5 a nosník Z1 v současné době nespojuje žádné elementy. Jsou na něm nainstalovány pouze gyroskopy, komunikační zařízení a plazmové kontaktory.

### S0

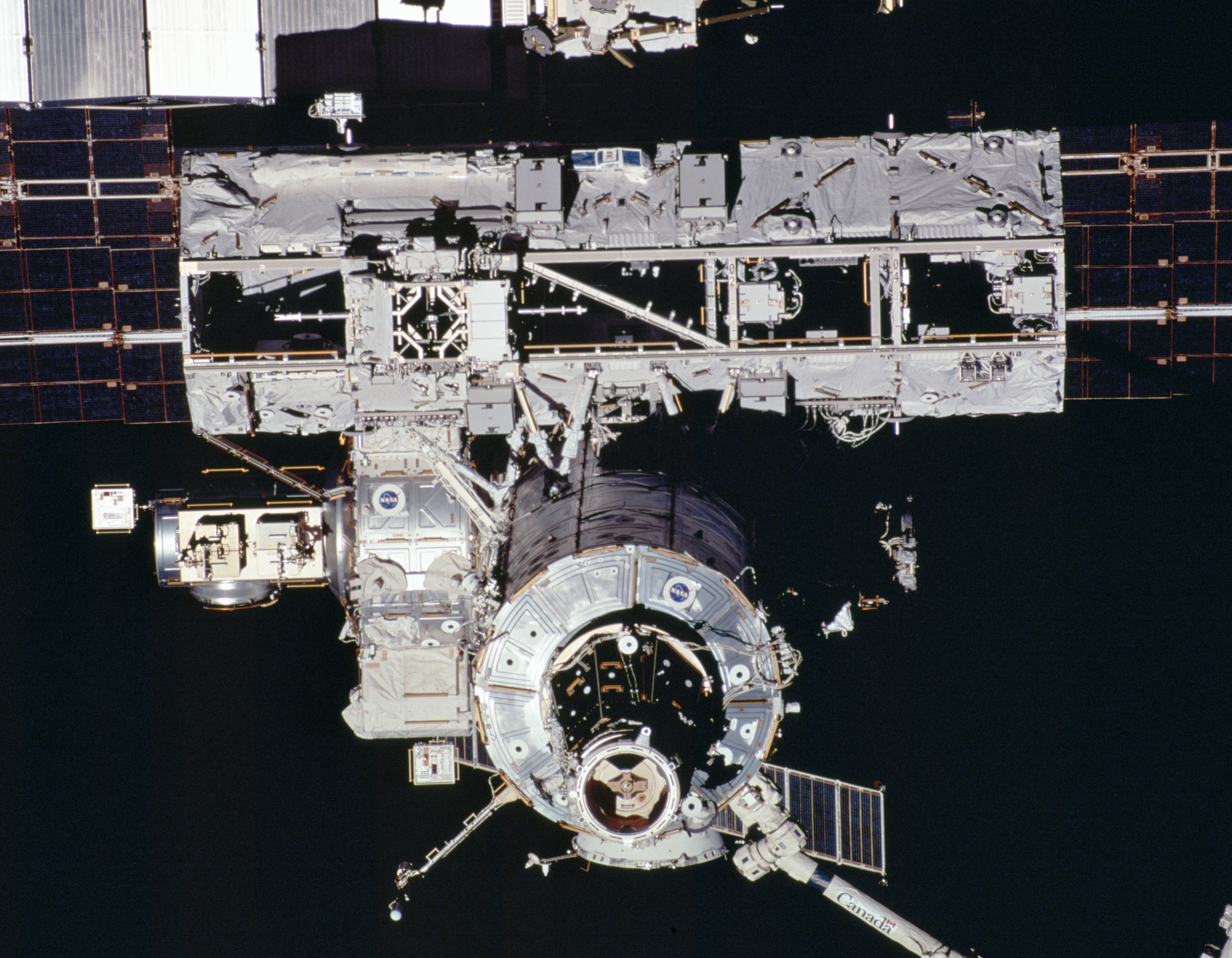
Nosník S0 (nahoře) při misi STS-110 17. dubna 2002

Nosník S0 (označován též jako Center Integrated Truss Assembly Starboard 0 Truss) formuje centrální páteřní část Mezinárodní vesmírné stanice. Byl připevněn na vrchol laboratorního modulu Destiny při misi STS-110 v dubnu 2002. S0 přivádí energii k přetlakovým modulům stanice a odvádí teplo z modulů k nosníkům S1 a P1. Nosník S0 není připevněn přímo ke stanici, ale je spojen čtyřmi moduly k nosníkové konstrukci stanice.

### P1, S1

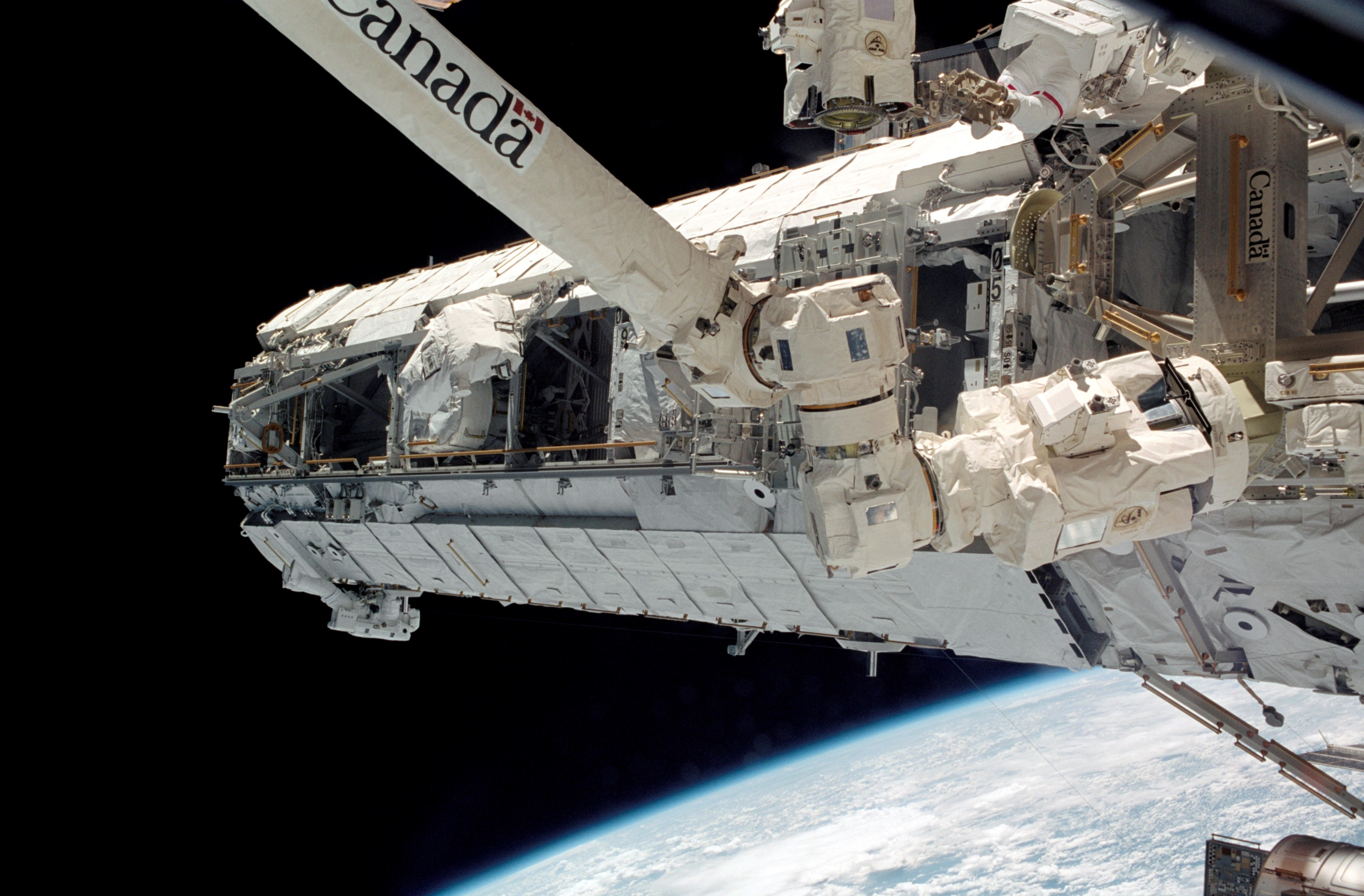
Nainstalovaný nosník S1 při misi STS-112 10. října 2002

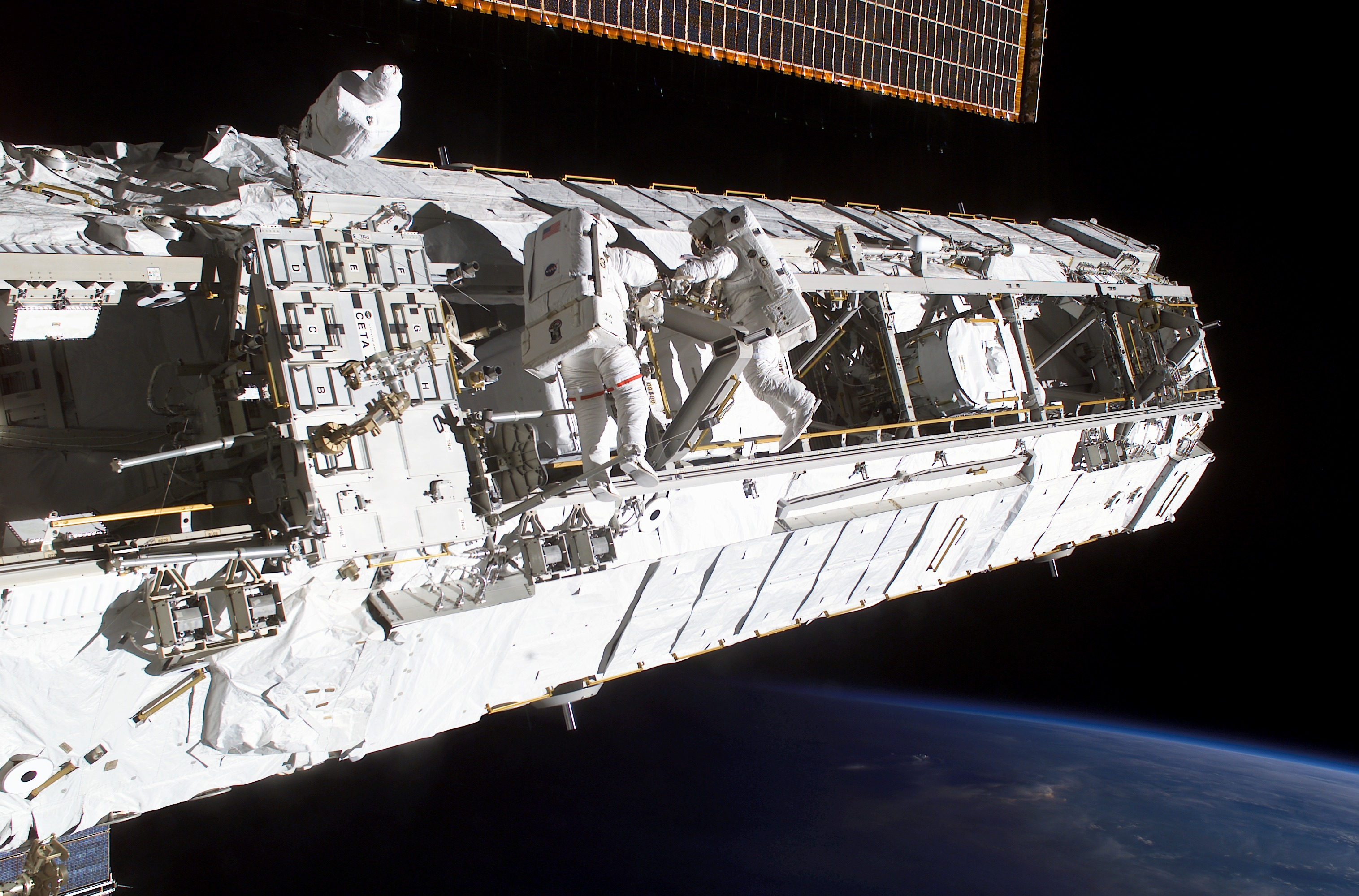
Nainstalovaný nosník P1 při misi STS-113 28. listopadu 2002

Nosníky P1 a S1 (Port and Starboard Side Thermal Radiator Trusses) jsou připojeny k nosníku S0 a mají na sobě umístěny vozíky na přenos Canadarm2 a astronautů k pracovním místům kolem vesmírné stanice. Na každém nosníku jsou připevněny tři radiátory termoregulačního systému, přes které protéká 290 kg amoniaku. Nosník S1 byl vynesen při letu STS-112 v říjnu 2002 a nosník P1 při letu STS-113 v listopadu 2002. Podrobný návrh, testy a výroba obou nosníků byla přidělena firmě McDonnell Douglas (nyní Boeing) v Huntington Beach, Kalifornie. První části byly vyrobeny v roce 1996. Za tři roky byl dodán první nosník.

### P2, S2
Nosníky P2 a S2 byly v původním plánu stanice Freedom plánovány pro uložení raketových motorů. Jelikož ruské části stanice také poskytují tuto funkci, místo pro motory nebylo nutné a tak bylo z plánů Mezinárodní vesmírné stanice vypuštěno. Části P2 a S2 byly tedy zrušeny.

### P3/P4, S3/S4

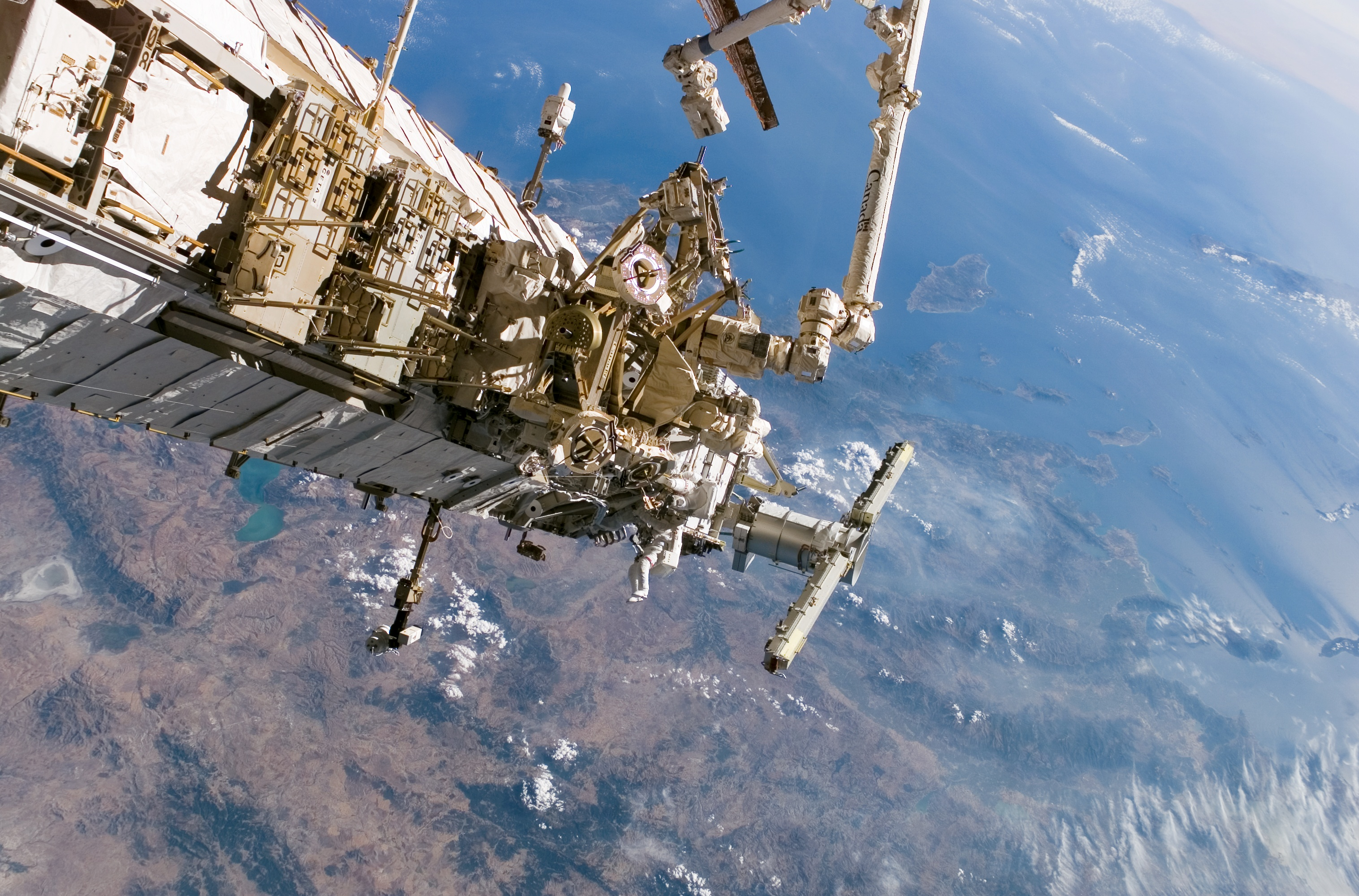
Instalace P3/P4 při misi STS-115 13. září 2006

Nosníky P3/P4 byly připojeny na nosník P1 při misi STS-115 raketoplánu Atlantis, který odstartoval 9. září 2006. P3 a P4 obsahují pár solárních panelů, termoregulační radiátor, rotační mechanismus, který dovoluje pohybovat solárními panely a spojuje oba nosníky. Po instalaci přes tento mechanismus neprocházela energie, takže vygenerovaná elektřina ze solárních panelů byla použita pouze v segmentu P4 a ne pro zbytek stanice. Následně v prosinci 2006 byly při misi STS-116 provedeny změny v zapojení kabelů stanice, aby bylo možno využít i tuto energii. Nosníky S3/S4 - zrcadlový obraz nosníků P3/P4 - byly vyneseny 11. června 2007 při letu STS-117 také raketoplánem Atlantis a byly připojeny k nosníku S1.

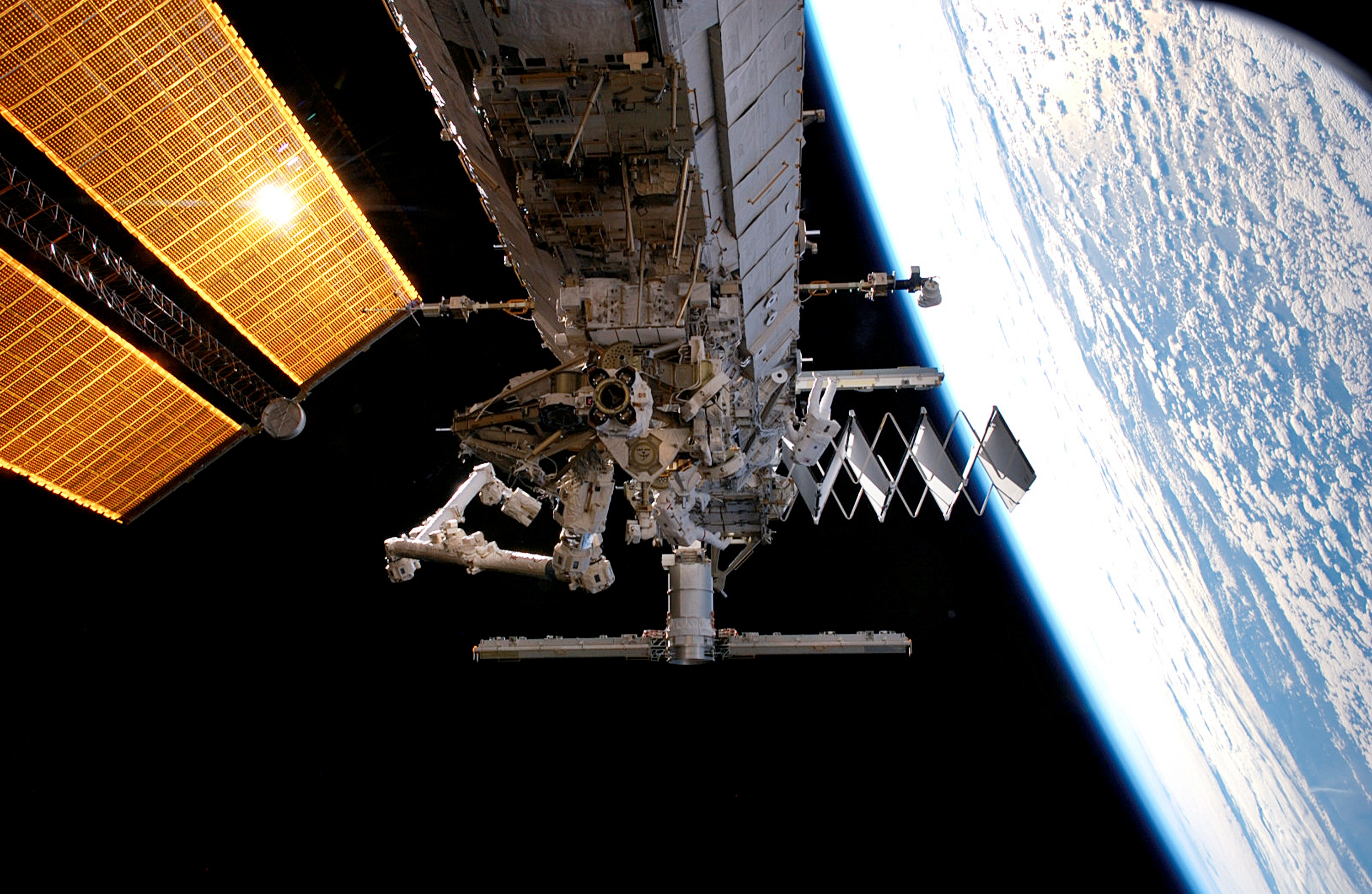
Nově nainstalovaný S3/S4 při prvním výstupu mise STS-117 11. června 2007

Hlavní podsystémy částí P3 a S3 obsahují spojovací systémy SSAS (Segment-to-Segment Attach System), rotační spoj SARJ (Solar Alpha Rotary Joint) a otevřené úložné plošiny UCCAS (Unpressurized Cargo Carrier Attach System). Primární funkce P3:
- poskytovat mechanické, energetické a datové rozhraní k nákladu připojenému ke dvěma platformám UCCAS
- otáčet solární panely za Sluncem pomocí SARJ
- poskytnout dopravní a pracovní místa pro mobilní transportér.

Základní strukturu nosníků P3/S3 tvoří šestiúhelníkové hliníkové dílce, čtyři příčky a šest dlouhých nosníků rámu. Nosník S3 má také místa pro EXPRESS Logistics Carriers, prvý byl vynesen v roce 2009.
Hlavní podsystémy částí fotovoltaických modulů P4 a S4 (PVM):
- dva solární panely (SAW)
- radiátory (PVR)
- spojovací konstrukce mezi P3 a P4 (S3 a S4) - Alpha Joint Interface Structure (AJIS)
- spojovací systém - Modified Rocketdyne Truss Attachment System (MRTAS)
- natáčecí mechanismus - Beta Gimbal Assembly (BGA).

### P5, S5

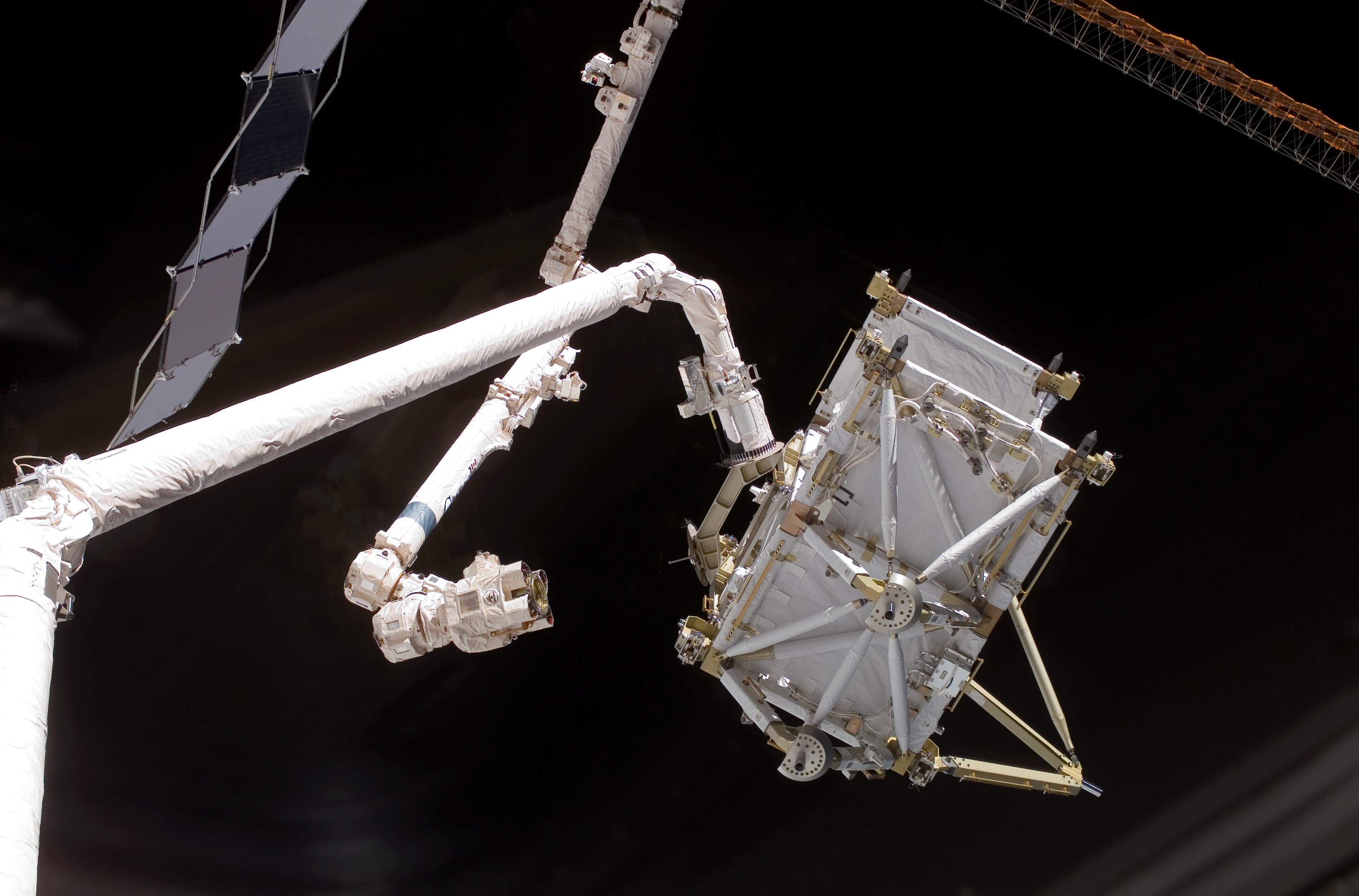
Robotické rameno Canadarm1 raketoplánu Discovery podává segment P5 staničnímu manipulátoru Canadarm2 při misi STS-116 v prosinci 2006

Spojovací nosníky P5 a S5 nastavují nosníky P6 resp. S6. Délka nosníků P3/P4 a S3/S4 byla omezena délkou nákladového prostoru raketoplánu, takže tyto krátké části byly potřeba na prodloužení nosníku. P5 byl nainstalován 12. prosince 2006 při prvním výstupu do otevřeného vesmíru za mise STS-116. S5 byl na oběžnou dráhu vynesen misí STS-118 a instalován 11. srpna 2007.

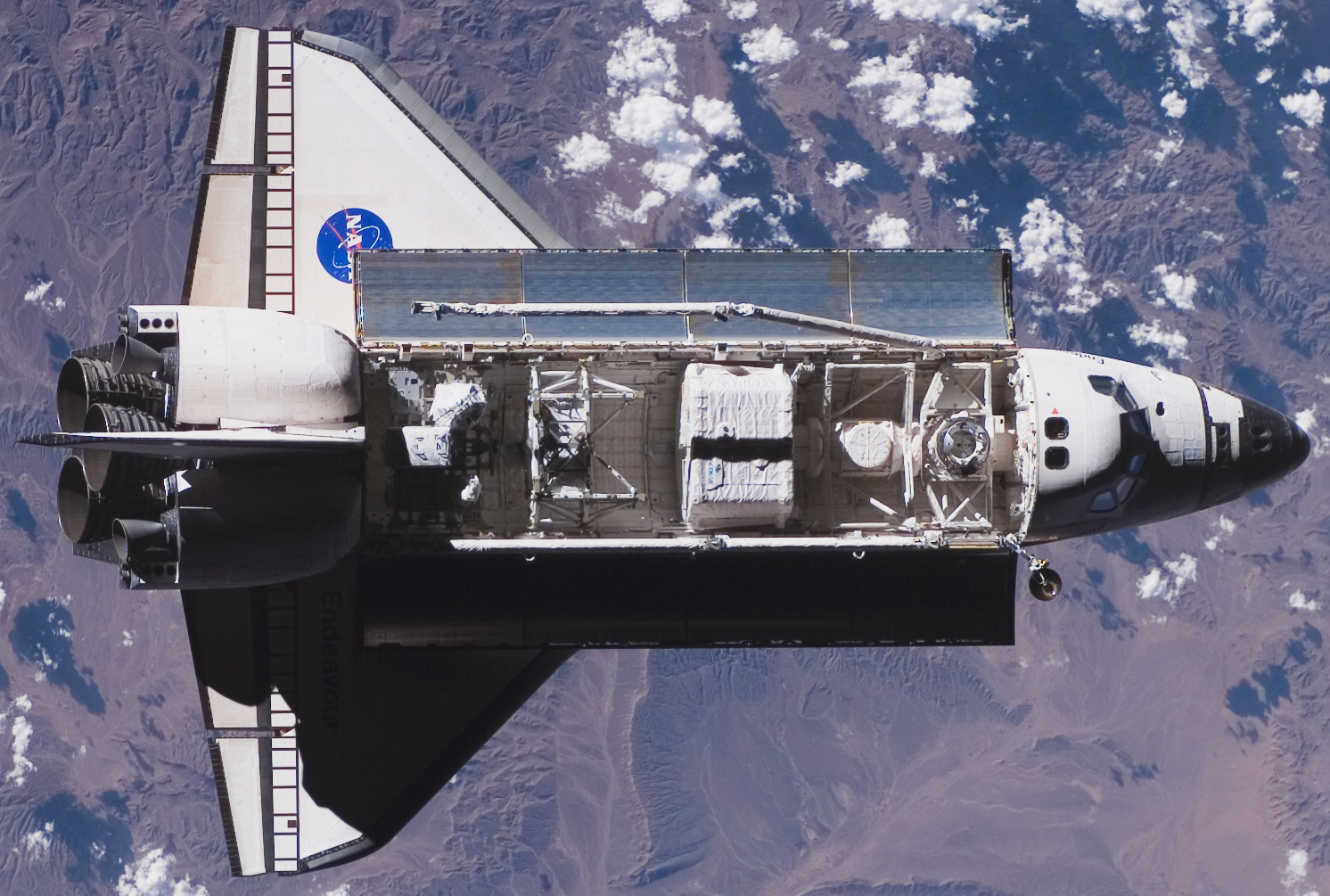
Raketoplán Endeavour se přibližuje k Mezinárodní vesmírné stanici při misi STS-118 se segmentem S5 připraveným k instalaci

### P6, S6
Nosník P6 byl druhým segmentem, který byl nainstalován na ISS, protože jsou na něm velké solární panely (SAW), které generují podstatnou část elektrické energie pro stanici. Byl rozvinutý dříve než SAW na nosníku P4. Původně byl připojen k nosníku Z1 a své panely rozvinul při misi STS-97, ale později byly panely nadvakrát srolovány nazpět, aby se uvolnilo místo pro solární panely na nosnících P4 a S4, a to při misích STS-116 a STS-117. Během letu STS-120 byl P6 odpojen od Z1, přesunut na nosník P5. Byly znovu zprovozněny fotovoltaické radiátory a rozvinuty solární panely. Jeden z panelů (2B) byl rozvinut úspěšně, avšak druhý (4B) se při roztahování roztrhl a operace musela být přerušena, když byl rozvinut asi na 80 %. Po opravě byl roztažen na plnou délku. Mise STS-119 připojila nosník S6 na nosník S5 a rozvinula čtvrtý a poslední pár solárních panelů a radiátorů.

## Podsystémy nosníků

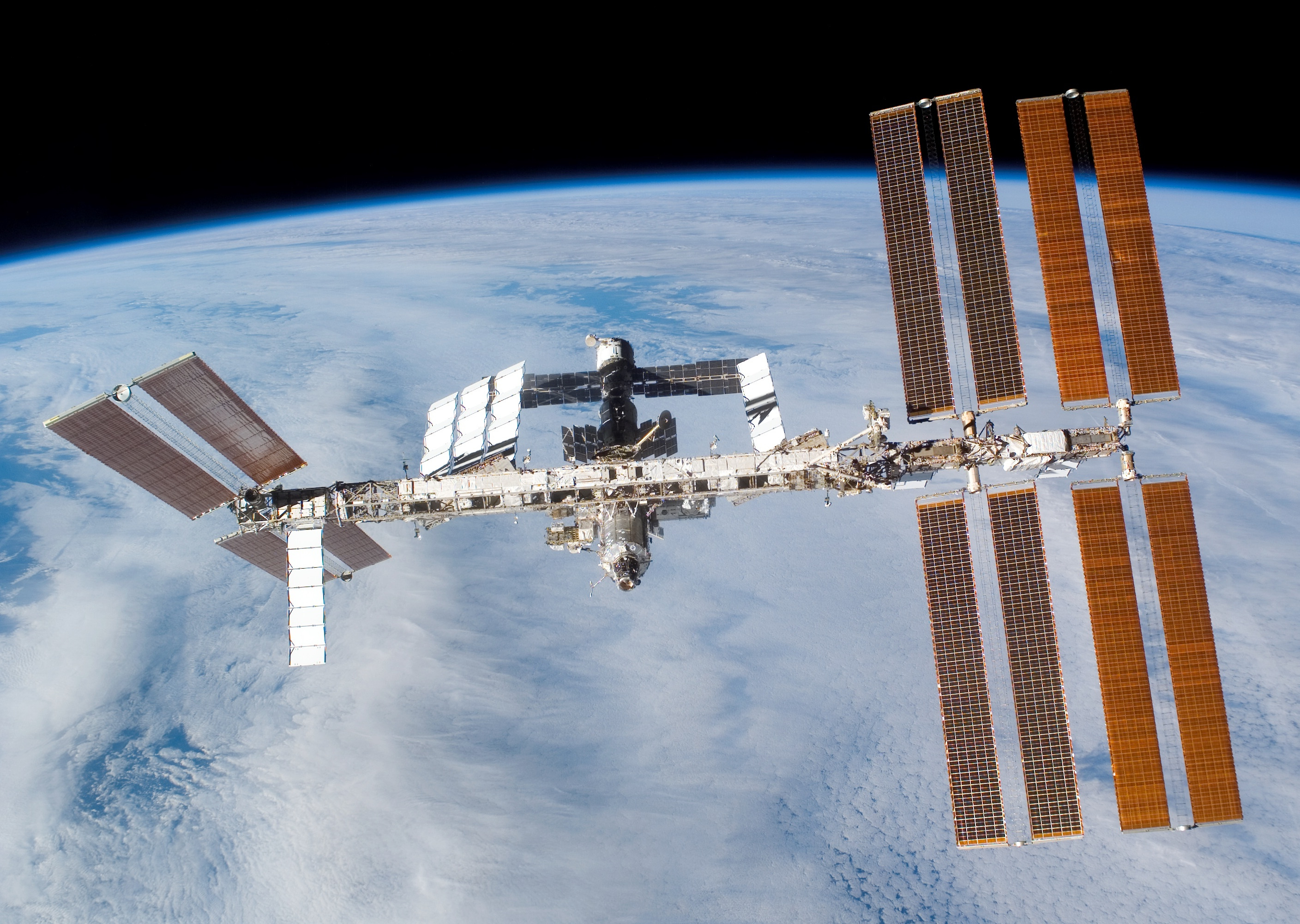
Mezinárodní vesmírná stanice 5. listopadu 2007 po přemístění nosníku P6 (úplně vpravo) během mise STS-120

### Solární panely
Hlavním zdrojem energie pro Mezinárodní vesmírnou stanici jsou tři ze čtyř velkých amerických fotovoltaických panelů, které se v současnosti na stanici nacházejí (někdy označovány jako Solar Array Wings SAW). První pár je připojen k nosníkovému segmentu P6, který byl připojen k nosníku Z1 v roce 2000 během mise STS-97. V listopadu 2007 při misi STS-120 byl přesunut na svou konečnou pozici na nosníku P5. Druhý pár byl vynesen a instalován v září 2006 (mise STS-115), ale neposkytoval energii, dokud posádka mise STS-116 v prosinci 2006 nepřepojila elektrické vedení na stanici. Třetí pár byl nainstalován misí STS-117 v červnu 2007. Vynesení a instalace posledního páru proběhlo při misi STS-119 v březnu 2009. Další solární panely měly být nainstalovány na ruské části stanice, ale ty byly zrušeny.
Každý solární panel je 34 m dlouhý a 12 m široký a je schopen generovat skoro 32,8 kW elektrické energie. Je rozdělen na dvě fotovoltaické plochy s instalačním stožárem uprostřed. Každá plocha obsahuje 16 400 křemíkových fotovoltaických článků, seskupených do 82 aktivních panelů, každý s 200 články. Každý článek má plochu 8 cm², na které je 4 100 diod.

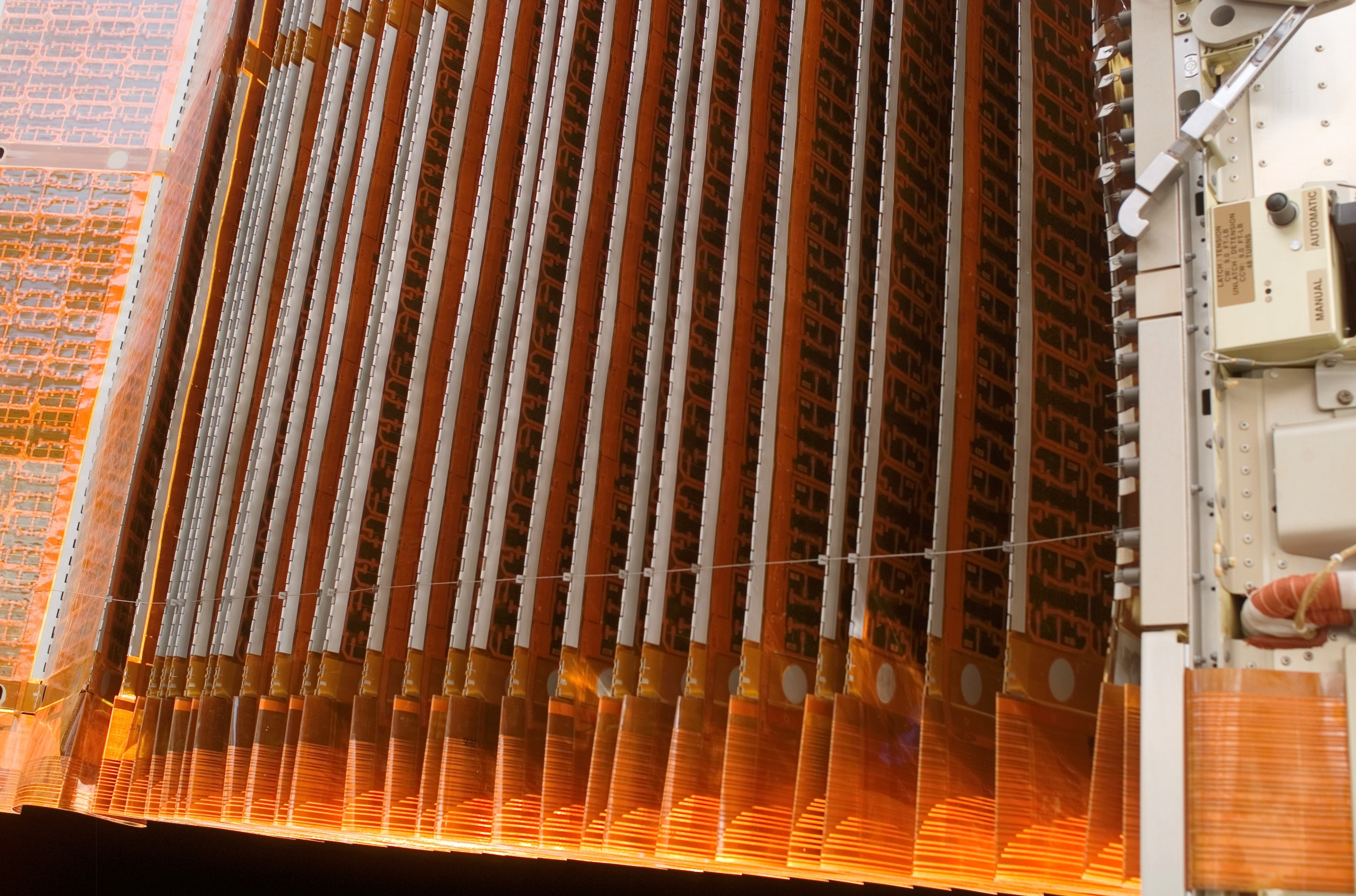
Detailní pohled na složený solární panel

Každý panel byl při vynesení složen. Na oběžné dráze se panely pomocí stožáru uprostřed rozvinuly do plné délky. K otáčení panelů za Sluncem se používá zařízení známé jako Beta Gimbal Assembly (BGA).

### Solar Alpha Rotary Joint
Solar Alpha Rotary Joint (SARJ) je hlavní rotační zařízení, které umožňuje solárním panelům sledovat Slunce. V normálním provozu se zařízení během jednoho oběhu otočí o 360°. Jeden SARJ je umístěn mezi nosníky P3 a P4 a druhý mezi nosníky S3 a S4. Když jsou v provozu, tak se pomalu otáčejí, čímž umožňují solárním panelům být stále natočené na Slunce. Každý SARJ má průměr přibližně 3 m, hmotnost 1130 kg a může se nepřerušovaně otáčet pomocí ložiska a servomotoru. Pomocí elektrického převáděcího zařízení Utility Transfer Assembly (UTA), které se nachází uvnitř SARJ, proudí veškerá vygenerovaná elektrická energie z panelů. SARJ byl navržen, zkonstruován a testován firmou Lockheed Martin a jejími dodavateli.

### Elektrické vedení a uskladnění elektrické energie

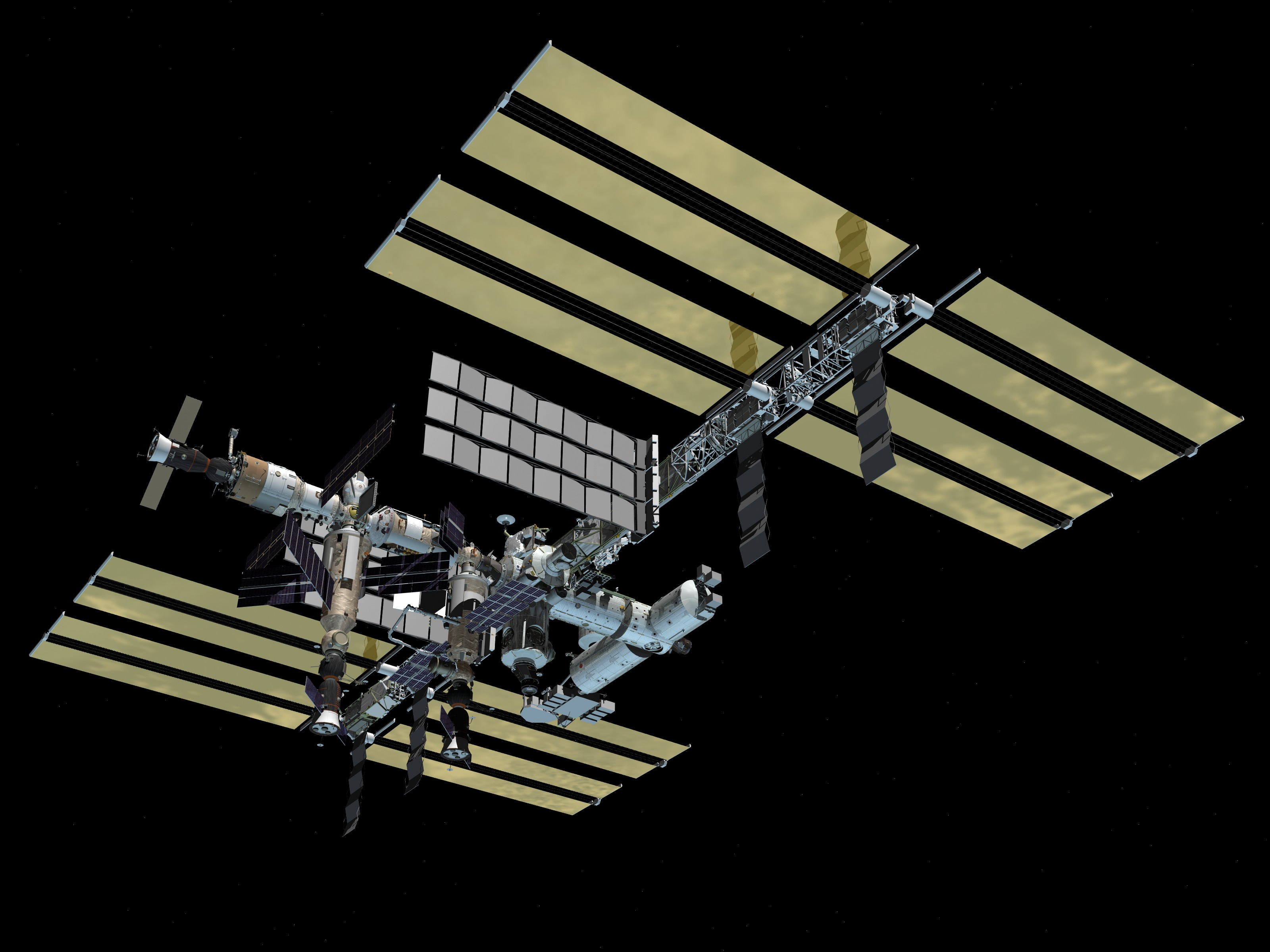
Počítačový model stanice po dokončení

Jednotka Sequential Shunt Unit (SSU) slouží na regulaci sebrané energie ze solárních panelů během insolace - času, když na sluneční panely dopadá sluneční světlo. Svazek 82 vodičů vede od solárních panelů přímo do SSU. Řízení výstupů každého kabelu reguluje množství přenesené energie. Nastavení výstupního napětí je řízeno počítačem a v normálních podmínkách je nastaveno na 140 V. SSU má přepěťovou ochranu udržující výstupní napětí pod 200 V, což je maximum pro všechny operační podmínky. Rozměry SSU jsou 81,3 × 50,8 × 30,5 cm a hmotnost 84 kg.
Systém na uskladnění elektrické energie se skládá z dobíjecí a vybíjecí jednotky (BCDU) a dvou bateriových bloků (ORU). BCDU má dvě funkce. Nabíjí bateriové bloky během insolace a odvádí energii z bateriového bloku (přes DCSU) během noci. BCDU má kapacitu nabíjení 8,4 kW a vybíjení 6,6 kW. Také monitoruje stav baterií a chrání před výpadky energie.
Každý bateriový blok (ORU) je složen z 38 lehkých Ni-H2 článků a přidruženého mechanického a elektrického zařízení. Má kapacitu 81 Ah a 4 kWh. Tato energie je vedena do zařízení stanice přes BCDU resp. DCSU. Baterie mají plánovanou životnost 6,5 roku a vydrží 38 000 cyklů nabití/vybití s 35 % ztrátou výkonu. Každý bateriový blok má rozměry 101 × 91,4 × 45,7 cm a hmotnost 170 kg. Po dokončení stanice jich bude v energetickém systému zapojeno celkem 48.

## Výstavba nosníků a solárních panelů
| Část                           | Mise            | Start             | Délka (m) | Průměr (m) | Hmotnost (kg) |
| ------------------------------ | --------------- | ----------------- | --------- | ---------- | ------------- |
| Z1                             | 3A – STS-92     | 11. říjen 2000    | 4,9       | 4,2        | 8 755         |
| P6 - solární panel             | 4A – STS-97     | 30. listopad 2000 | 73,2      | 10,7       | 15 824        |
| S0                             | 8A – STS-110    | 8. duben 2002     | 13,4      | 4,6        | 13 971        |
| S1                             | 9A – STS-112    | 7. říjen 2002     | 13,7      | 4,6        | 14 124        |
| P1                             | 11A – STS-113   | 23. listopad 2002 | 13,7      | 4,6        | 14 003        |
| P3/P4 – solární panel          | 12A – STS-115   | 9. září 2006      | 13,8      | 4,8        | 15 824        |
| P5                             | 12A.1 – STS-116 | 9. prosinec 2006  | 3,37      | 4,55       | 1 864         |
| S3/S4 – solární panel          | 13A – STS-117   | 8. červen 2007    | 73,2      | 10,7       | 15 824        |
| S5                             | 13A.1 – STS-118 | 8. srpen 2007     | 3,37      | 4,55       | 1 818         |
| P6 – solární panel (přeložení) | 10A – STS-120   | 23. říjen 2007    | –         | –          | –             |
| S6 – solární panel             | 15A – STS-119   | 16. březen 2009   | 73,2      | 10,7       | 15 824        |